# Pirak
Pirak est un site archéologique de l'actuel Pakistan, situé dans la région du Baloutchistan, à 20 km au sud de Sibi. Il appartient à la Civilisation de la vallée de l'Indus.